# Циклуры
Циклуры или кольцехвостые игуаны (лат. Cyclura) — род игуановых.
В дикой природе циклуры обитают исключительно на островах Карибского моря и соседних к ним (Багамские острова, Теркс и Кайкос).
По современной квалификации выделяют 8—9 видов:
- Cyclura carinata — Килеватая циклура или Ребристая циклура[6]
- Cyclura collei — Ямайская наземная игуана
- Cyclura cornuta — Игуана-носорог
  - † Cyclura cornuta onchiopsis[7]
  - Cyclura cornuta stejnegeri[6]
- Cyclura cychlura — Обыкновенная циклура[6]
- Cyclura nubila — Кубинская циклура[8]
  - Cyclura nubila lewisi (Cyclura lewisi)
- Cyclura pinguis — Виргинская циклура[9]
- Cyclura ricordi — Циклура Рикорда[8]
- Cyclura rileyi — Сан-Сальвадорская циклура

Большинство видов — эндемики одного или нескольких соседних островов.

## Галерея

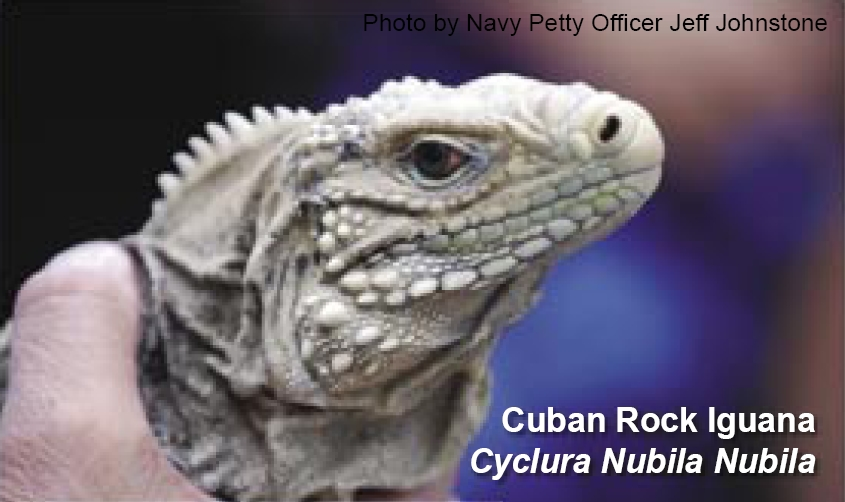
Cyclura nubila с Кубы
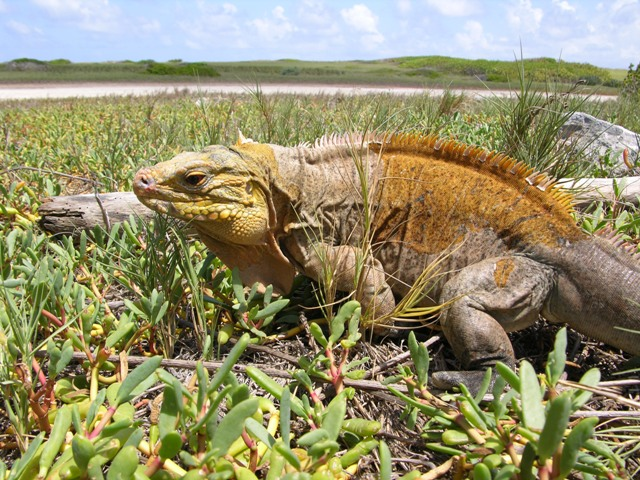
Cyclura rileyi с Багамских островов
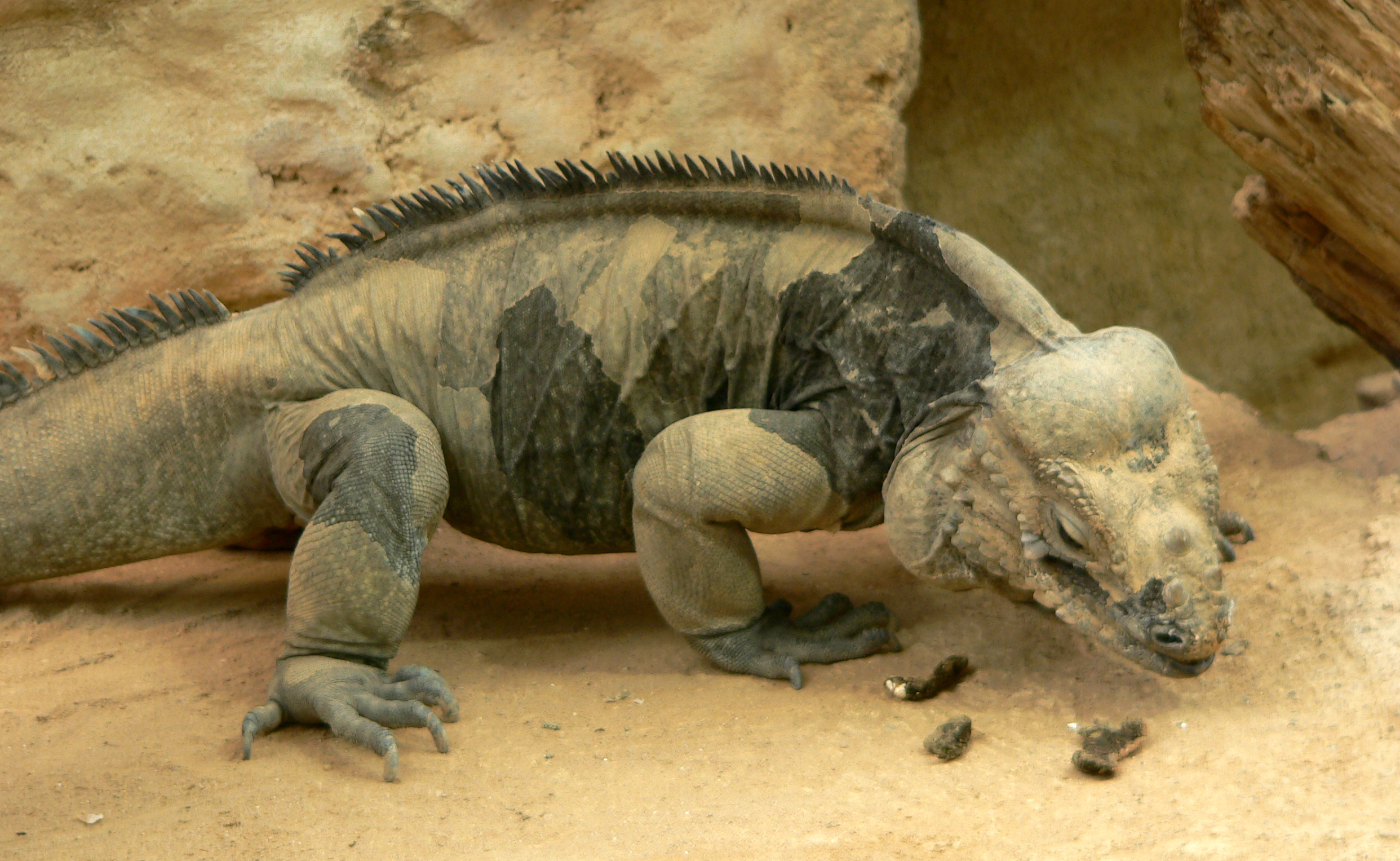
Cyclura cornuta с Пуэрто-Рико
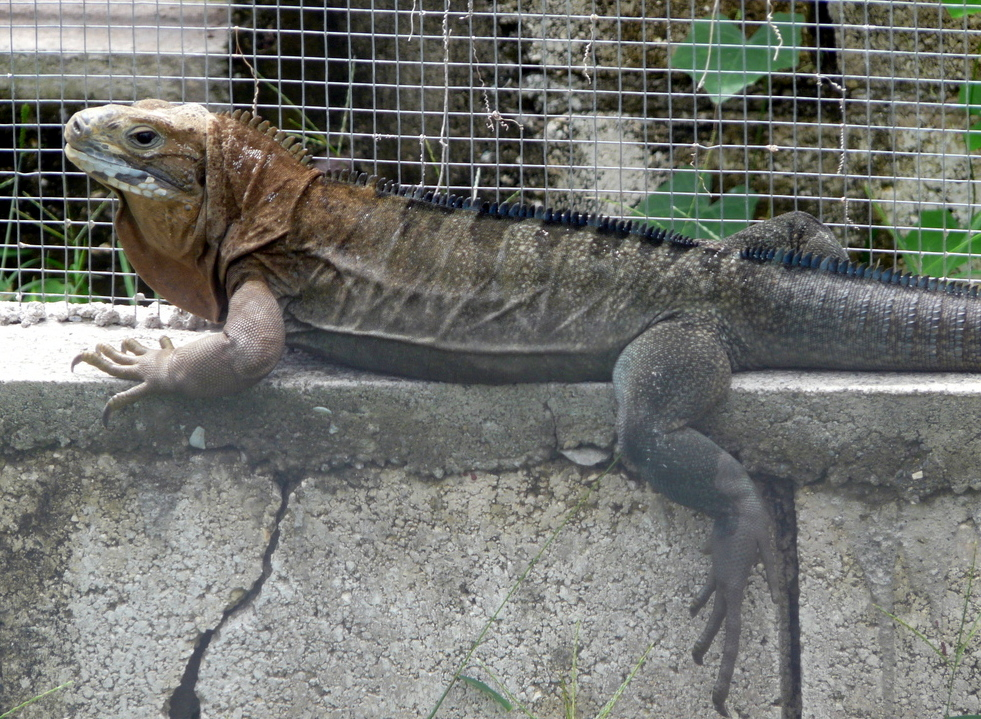
Cyclura collei (самец) с Ямайки